# Skanzen Chanovice
Skanzen Chanovice je expozice lidového stavitelství, zaměřená na architekturu Pošumaví. Nachází se na severním okraji obce Chanovice, vlevo u silnice směrem na Kasejovice. Skanzen je trvalou expozicí Vlastivědného muzea Dr. Hostaše v Klatovech.
Původní záměr muzea, vybudovat obdobu skanzenu v Rožnově pod Radhoštěm, byl realizován až roku 1990, kdy se do správy muzea dostala barokní sýpka v Chanovicích. Tím pádem došlo k změně plánovaného prvotního umístění v Klatovech, později v lokalitě u kostela sv. Mouřence nad Anínem, a skanzen byl zbudován v Chanovicích.
Expozici tvoří jak originály rozebraných a zde znovu sestavených chalup z oblasti jihozápadu Čech, tak podle původních postavené kopie. Jako první zde byl umístěn špýchar z Petrovic u Sušice č.p. 6 , dále je zde například roubená stodola ze mlýna v Nezdicích, chalupa z Čachrova č.p. 39, roubené špýchary ze Svrčovce č.p. 17 a z Přetína č.p. 34, nebo malá roubená stodola a kůlna z Měčína č.p. 9, kopie sušárny na ovoce pochází z Měčína č.p. 151, čeledník je z Otěšic. Drobné sakrální památky představuje barokní výklenková kaplička sv. Josefa a kovový kříž u chodu.
Architekturu doplňuje také zastoupení lidových řemesel. V chalupě z Tešetin č.p. 12 je to ukázka práce třinácti odvětví rukodělné výroby, další řemesla a nehmotné kulturní dědictví, jako dechové a dudácké kapely, masopusty i ochotnická divadla, jsou umístěny ve stavení č.p. 35 z Lužan. Tato expozice od roku 2023 rozšiřuje oblast nehmotných památek na region Klatovy – bavorský Cham.
Další stavení teprve na rekonstrukci čekají, v roce 2022 to bylo deset rozebraných chalup. Nejnověji zrekonstruovaným stavením je od srpna roku 2023 roubená chalupa z konce 18. století z Třebýciny, která byla do té doby uložena (od roku 1995) v depozitáři muzea.